# Будзув (Нижньосілезьке воєводство)
Будзув (пол. Budzów, нім. Schönwalde bei Frankenstein) — село в Польщі, у гміні Стошовиці Зомбковицького повіту Нижньосілезького воєводства.
Населення — 1080 осіб (2011).
У 1975-1998 роках село належало до Валбжиського воєводства.

## Демографія
Демографічна структура станом на 31 березня 2011 року:
|          | Загалом | Допрацездатний вік | Працездатний вік | Постпрацездатний вік |
| -------- | ------- | ------------------ | ---------------- | -------------------- |
| Чоловіки | 522     | 86                 | 381              | 55                   |
| Жінки    | 558     | 84                 | 350              | 124                  |
| Разом    | 1080    | 170                | 731              | 179                  |